# I Am Woman (single van Helen Reddy)
I Am Woman is een single van het Australische zangeres Helen Reddy uit 1972. Het stond op twee albums van de zangeres: in 1971 op I Don't Know How to Love Him en in 1972 was het de naamgever van het album I Am Woman.

## Achtergrond
I Am Woman is geschreven door Helen Reddy en Ray Burton en geproduceerd door Jay Senter en Larry Marks. Het nummer werd uitgebracht tijdens de tweede feministische golf en het werd een onofficiële anthem voor deze beweging. Dit kwam vooral door de openingsregels het lied, die luiden: "I am woman. Hear me roar". Het nummer kwam in de Verenigde Staten op de eerste plaats van de hitlijsten, terwijl er in de Amerikaanse senaat heftig werd gediscussieerd over de Equal Rights Amendment. Dit gebeurde ondanks dat het volgens Reddy moeilijk was om er voor te zorgen dat radio's dit nummer zouden draaien. Het nummer leverde Reddy een Grammy Award op in de categorie Best Pop Vocal Performance (zangeres), waarmee ze de eerste Australische werd die een Grammy won. In 2019 kwam een film uit met dezelfde naam, welke ging over het leven van Reddy.